# Magdalena Pajala

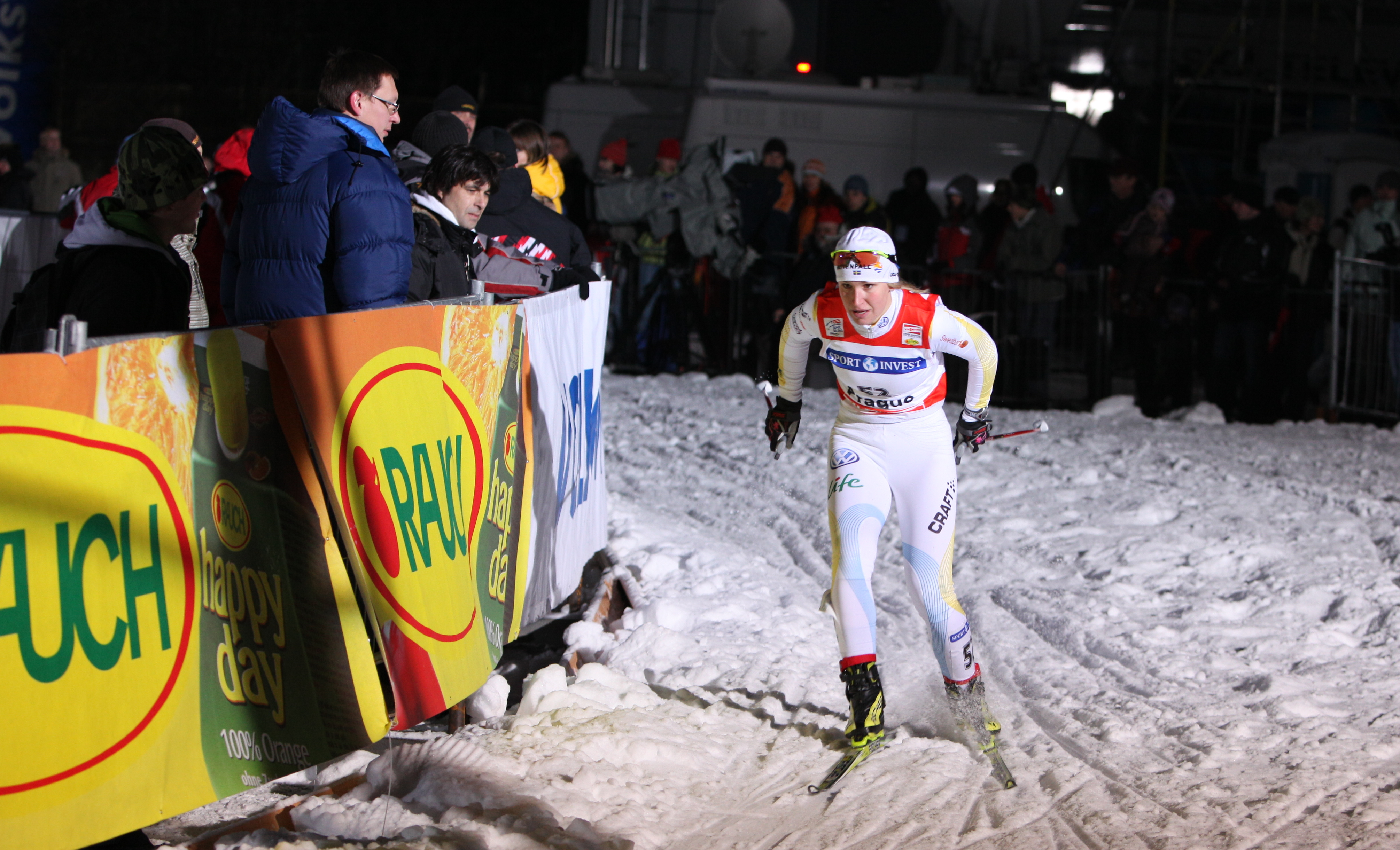
Magdalena Pajala tävlar i sprint vid Tour de Ski i Prag, januari 2010.

Emma Magdalena Sven-Eriksdotter Pajala, född 11 mars 1988 i Gällivare, uppvuxen i Piteå, är en svensk före detta längdskidåkare som tävlade för Piteå Elit, främst i sprint.
Hon vann guld i sprint under SM 2010 i Piteå, bara några dagar efter att hon blivit uttagen till OS samma år. På plats i Vancouver slutade hon på tionde plats i sprint, och åkte andra sträckan i stafett där Sverige blev femma. Pajala körde också individuell sprint i VM i Val de Fiemme 2013 (28:a) och Falun 2015 (25:a). 
I världscupen blev hennes bästa insats en pallplats i teamsprint i januari 2013, då hon och Linn Sömskar slutade trea i Liberec. Individuellt var främsta världscupmeriten fjärdeplatsen i Drammens sprint i mars 2010.
I februari 2015 tävlade Pajala i världscupen för sista gången och i april 2020 meddelade hon att skidkarriären var avslutad.

## Pallplatser

### Lag
I lag har Pajala en pallplats i världscupen: en tredjeplats i teamsprint.
| Säsong  | Datum           | Plats             | Disciplin  | Placering | Lagkamrat(er) |
| ------- | --------------- | ----------------- | ---------- | --------- | ------------- |
| 2012/13 | 13 januari 2013 | Liberec, Tjeckien | Teamsprint | 3:a       | Linn Sömskar  |

### Fotnoter
1. ↑  ”Hemmaseger i SM-sprinten”. Sveriges radio. 24 december 2015. http://sverigesradio.se/sida/artikel.aspx?programid=98&artikel=3392440. Läst 24 december 2015.
2. ↑  ”Gör jag det som mitt hjärta längtar efter?”. Egen blogg. 17 april 2020. https://blogg.loppi.se/magdalenapajala/2020/04/17/gor-jag-det-som-mitt-hjarta-langtar-efter/. Läst 25 november 2020.[död länk]